# 霜杯耳目
霜杯耳目（学名：Pachnocybales），是柄锈菌纲下的一个目。该目只有霜杯耳科 （Pachnocybaceae一个科。

## 科
- 霜杯耳科 Pachnocybaceae